# Blutsaugeragame
Die Blutsaugeragame (Calotes versicolor), auch als Verschiedenfarbige Schönechse bezeichnet, ist eine Art der Schönechsen (Calotes) aus der Familie der Agamen.

## Beschreibung
Calotes versicolor erreicht eine Kopf-Rumpf-Länge bis 9,9 cm, die Gesamtlänge beträgt 36 bis 50 cm.
Der Körper ist seitlich abgeflacht. Der Schwanz ist nahezu rund, spitz auslaufend und nimmt 2/3 der Gesamtlänge des Tieres ein. Der Kopf ist länger als breit und deutlich vom Rumpf abgesetzt. Die hinteren Gliedmaßen sind auffallend länger als die vorderen sowie deutlich bekrallt.
Die Färbung ist äußerst variabel, worauf sich auch das Artepitheton bezieht („versicolor“ von lat. „versō“: „Wechsel“; „color“ – „Färbung“). Bei einer Grundfärbung zwischen lehmgelb und gelblich-grau zieht sich je Seite ein teilweise dunkel gesäumter Lateralstreifen vom Auge bis auf die Schwanzseiten. Querstreifen zwischen Rückenmitte und Flanken, eine helle Querbänderung des vorderen Schwanzes sowie helle Flecken an den Flanken können sichtbar sein. Ein dunkler Hinteraugenfleck ist vorhanden. Die Gliedmaßen sind dunkel quergebändert und hell gefleckt. Die Bauchseite ist cremefarben bis bräunlich. Jungtiere zeigen eine graubraune Grundfärbung und durchgehende, helle, cremefarbene Lateralstreifen.

### Geschlechtsdimorphismus
Männchen weisen einen deutlich ausgeprägten Rückenkamm auf, der vom Hinterkopf bis zur Schwanzwurzel reicht. Ältere Exemplare besitzen einen massigeren Kopf und eine dickere Schwanzwurzel. Die Tiere zeigen ein bemerkenswertes Farbwechselvermögen. Insgesamt sind Männchen weniger kontrastreich gezeichnet als Weibchen.

Charakteristisch ist die Prachtfärbung des Männchens. Zunächst sind eine helle, gelbliche Färbung des Kopfes sowie grünlich-gelbe Hals- und Rückenpartie zu beobachten. Hals und Rücken färben sich schließlich um und wechseln zu einem dunklen Schwarzbraun, während Kehle und Kopf durch intensive Rotfärbung hervorstechen. Von der Kehle bis an die Wangen zeichnet sich ein schwarzes Band ab. Die Gliedmaßen werden sehr dunkel, der Schwanz hellt dagegen auf. Weibchen weisen einen kurzem Nackenkamm auf.

### Beschuppung
Die Körpermitte ist von 38 bis 44 Reihen Dorsalschuppen umgeben. Unterhalb des vierten Fingers zeigen sich 15 bis 22 subdigitale Lamellen. Der vierte Zeh weist 21 bis 25 subdigitale Lamellen auf. Am Kopf sind 10 bis 12 Supralabiale (Oberlippenschuppen) und 9 bis 11 Sublabiale (Unterlippenschuppen) zu sehen. Die Bauchseite weist rhomboide Schuppen auf, welche stark gekielt sind; lateral und dorsal zeigen die Schuppen eine schwächer ausgeprägte Kielung.

## Verbreitung und Lebensraum
Calotes versicolor besiedelt Areale in Iran (Südost), Afghanistan, Pakistan, Nepal, Bhutan, Indien, Sri Lanka, Bangladesch, Myanmar, Thailand, Malaysia, Vietnam, Kambodscha, Laos, China (Süden), Indonesien (Sumatra) und Singapur. Die Art wurde ferner eingeführt auf Sulawesi, den Malediven und Seychellen, Mauritius sowie in den USA (Florida), Kenia (Südwest) und Oman. Die besiedelten Habitate werden von offenem, gehölzbestandenem Grasland, Gärten und öffentlichen Parks, Rodungen und ähnlichem dargestellt. Gekennzeichnet sind die Biotope durch Mauern, Pfeiler, Felshänge und ähnlichem. Calotes versicolor ist ein Kulturfolger der auch in menschlichen Siedlungen anzutreffen ist.

## Lebensweise
Calotes versicolor führt eine scheue Lebensweise. Zum Beutespektrum zählen Insekten, Spinnentiere, kleinere Reptilien, Amphibien, Jungvögel, Eier sowie Kleinsäuger.

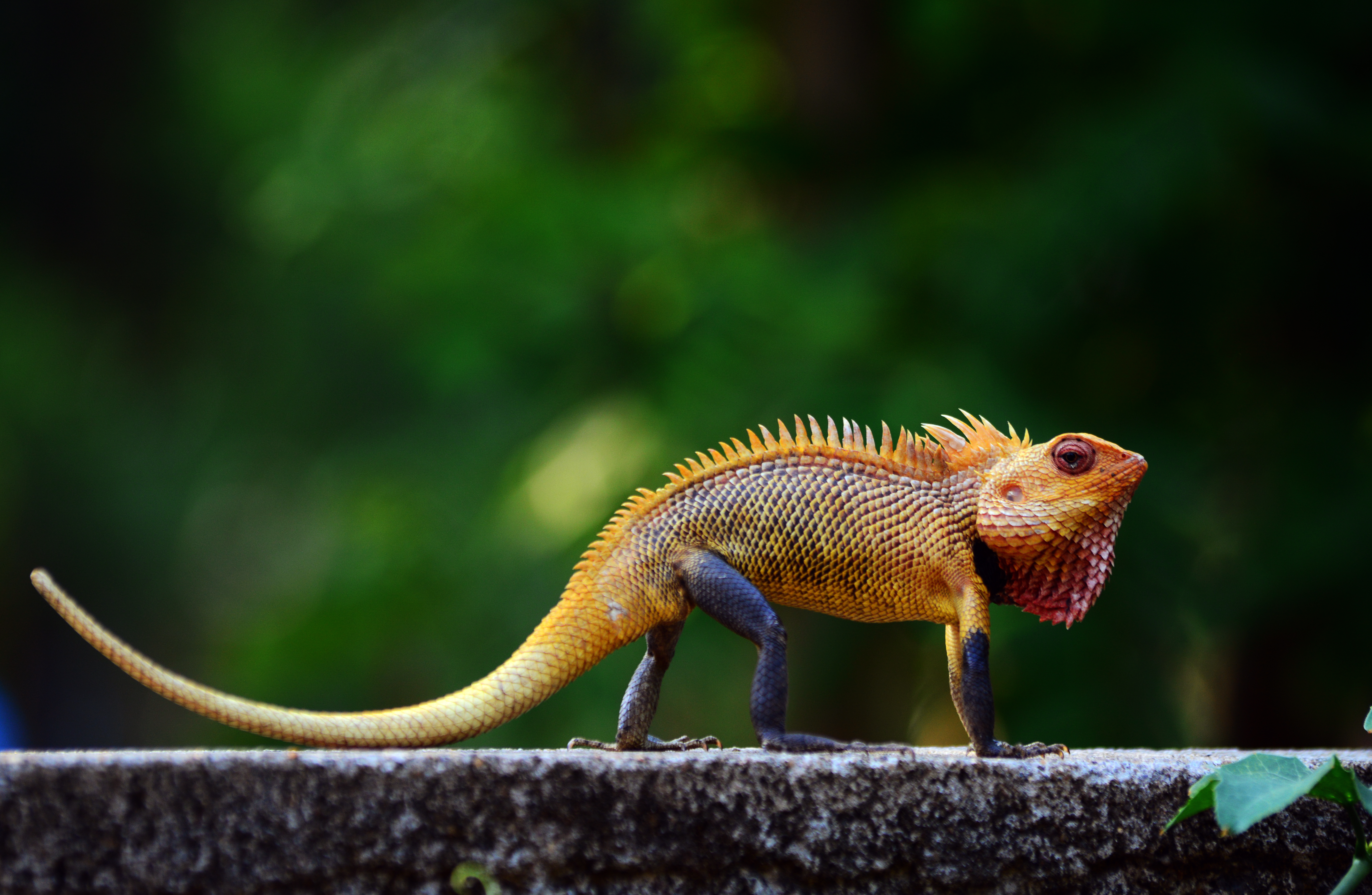
Calotes versicolor: Männchen in Prachtfärbung; Balz- und Territorialverhalten

### Verhalten und Fortpflanzung
Nach einer saisonal kühleren Phase während der Wintermonate setzt die Paarungszeit ein. Männchen zeigen hierbei ein ausgeprägtes Territorialverhalten. In Erregung zeigen Männchen intensiv rot gefärbte Kehlhaut und Kopf. Im Rahmen des Imponierverhaltens wird der Körper aufgerichtet und abgeflacht. Die aufgestellte Kehlhaut wird unter heftigem Kopfnicken präsentiert. Bei unterlegenen Männchen erfolgt ein Farbumschlag nach bräunlich-grau. Während Revierkämpfen kommt es zu Auseinandersetzungen, bei denen sich die Tiere auf Hinterbeinen und Schwanz stützend mit den Armen umklammern und zu beißen versuchen. Hierbei kann es zu ernsten Verletzungen kommen; gegebenenfalls werden Kämpfe vorzeitig durch den Rückzug eines Kontrahenten beendet. Beim Werben um Weibchen wird der Körper ebenfalls unter auffälliger Zurschaustellung der Kopf- und Kehlfärbung auf alle vier Gliedmaße aufgerichtet präsentiert. Die wenige Sekunden dauernde Kopulation erfolgt mehrmals in Abständen von etwa 20 Minuten und wird auf dem Boden oder auf Baumstämmen durchgeführt. Während der Kopulation wird das Weibchen vom Männchen umklammert.
Die Fortpflanzung erfolgt durch Oviparie, also eierlegend. Ein Gelege wird in der Erde in einer Tiefe von 8 bis 15 cm vergraben und umfasst bis zu 25 ledrige Eier, welche 7 bis 16 mm messen. In Gefangenschaft erfolgt der Schlupf bei einer Inkubationstemperatur von 22 bis 30 °C nach 37 bis 79 Tagen (79 Tage bei 22 bis 23 °C). Die Geschlechtsreife der halbwüchsigen Tiere wird nach etwa 9 bis 12 Monaten erreicht.

## Systematik
Das Taxon wurde 1802 von dem französischen Zoologen François-Marie Daudin aufgestellt, die Erstbeschreibung erfolgte als Agama versicolor. Leopold Fitzinger führte die Art 1826 unter der Bezeichnung Calotes versicolor.

### Unterarten
Es werden derzeit zwei Unterarten von Calotes versicolor anerkannt:
- Calotes versicolor farooqi Auffenberg & Rehmann 1995
- Calotes versicolor versicolor (Daudin 1802)

### Synonyme
Wichtige Synonyme sind:
- Agama versicolor Daudin 1802
- Agama tiedemanni Kuhl 1820
- Agama vultuosa Harlan 1825
- Calotes versicolor Fitzinger 1826
- Agama indica Gray 1827
- Calotes versicolor Duméril & Bibron 1837
- Calotes cristatus Jaquemont 1844
- Calotes viridis Gray 1846
- Calotes gigas Blyth 1853

## Galerie

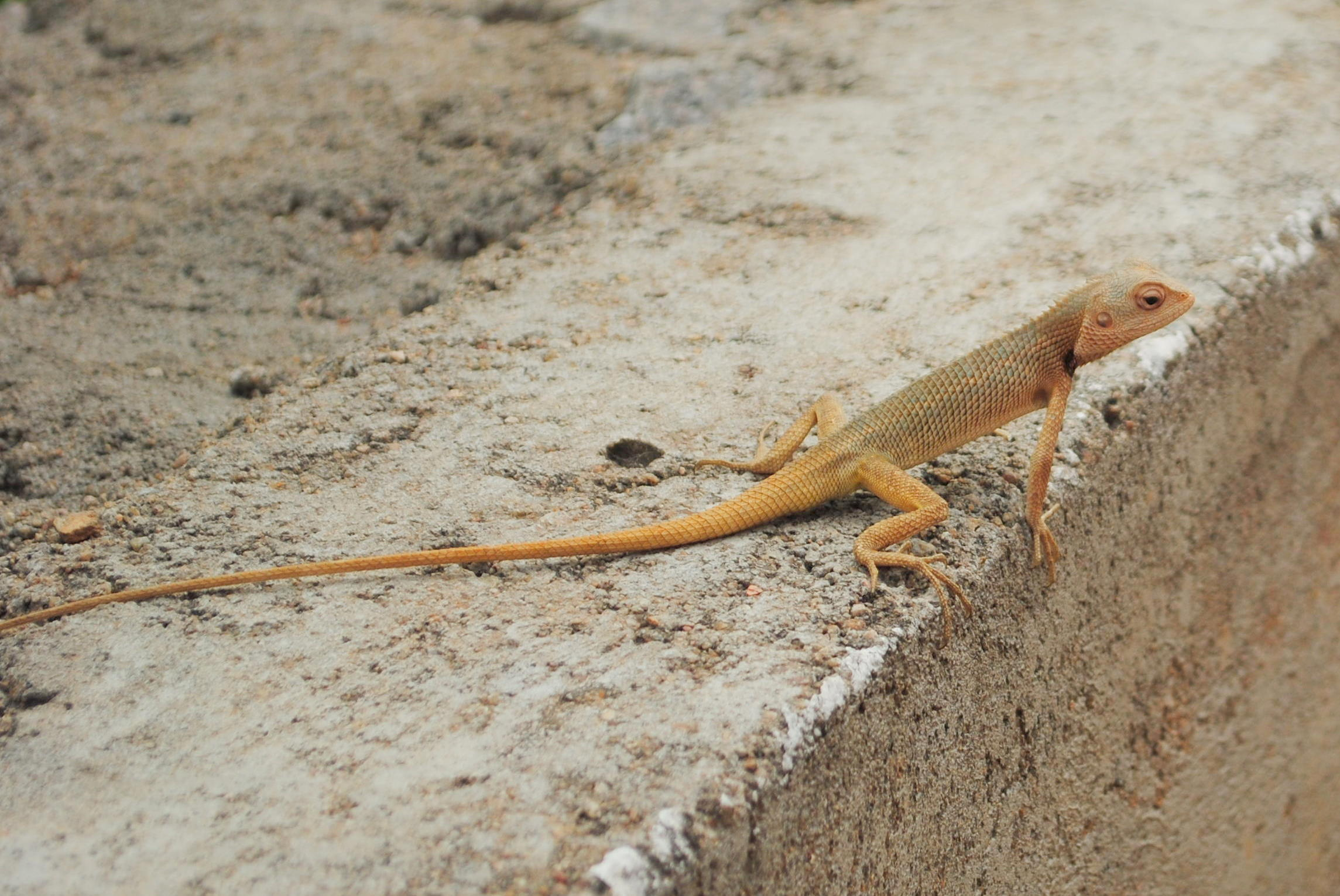
Eine junge, männliche Blutsaugeragame (Calotes versicolor)
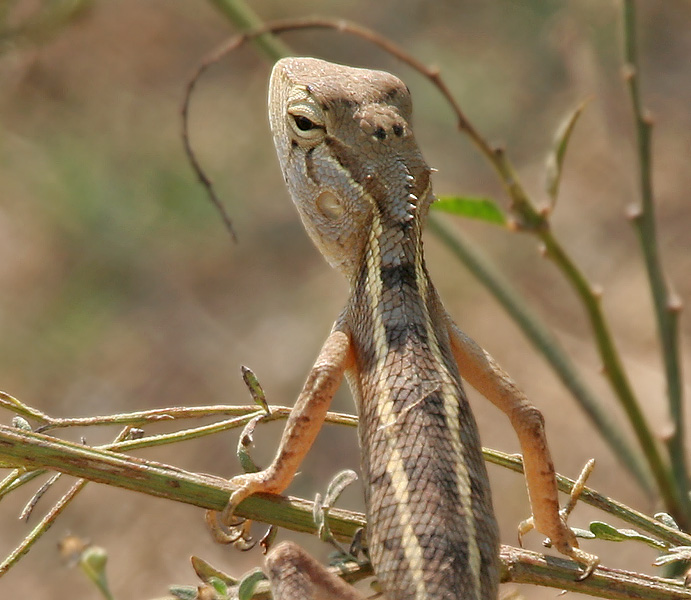
Eine weibliche Blutsaugeragame (Calotes versicolor)
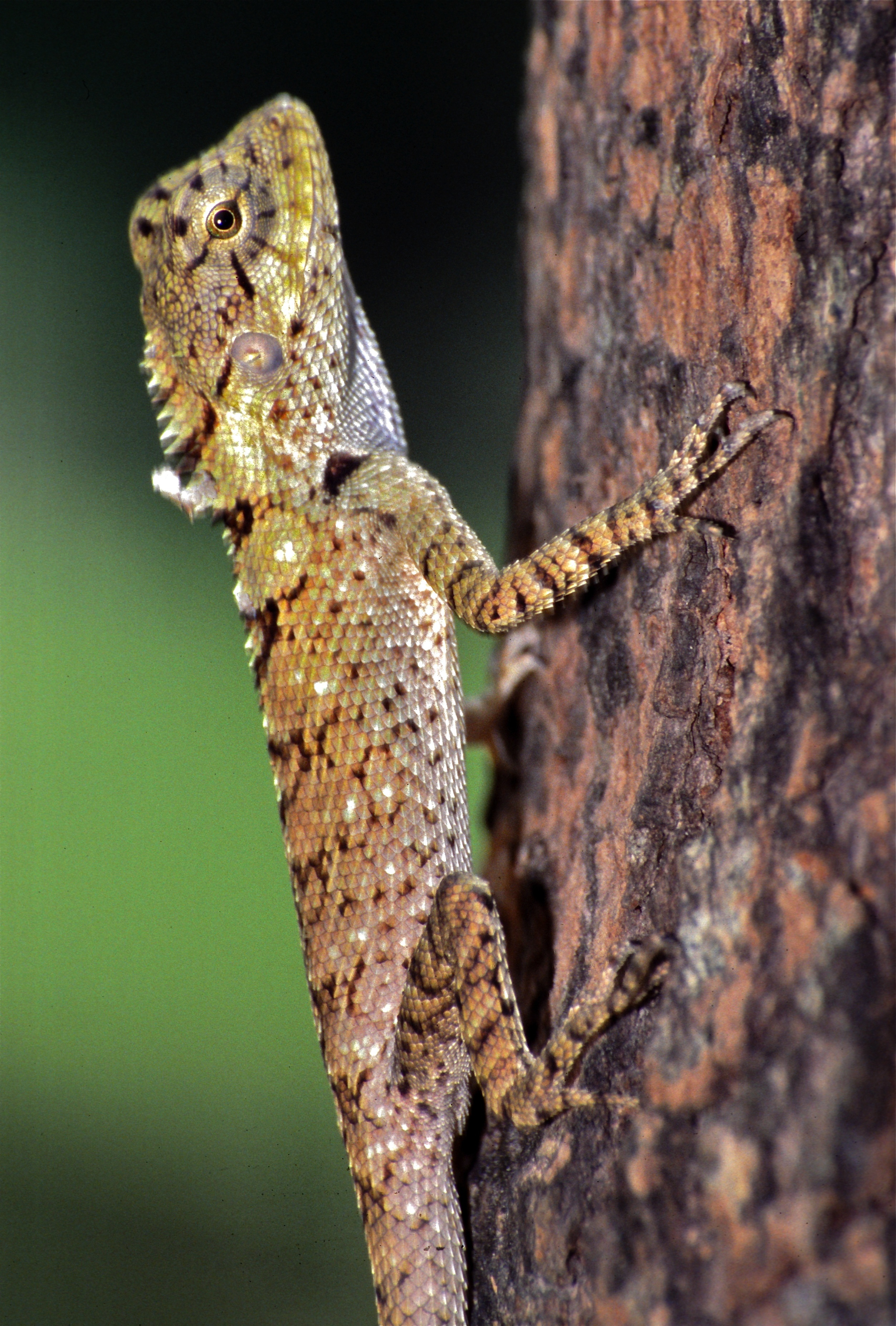
Calotes versicolor, Thailand
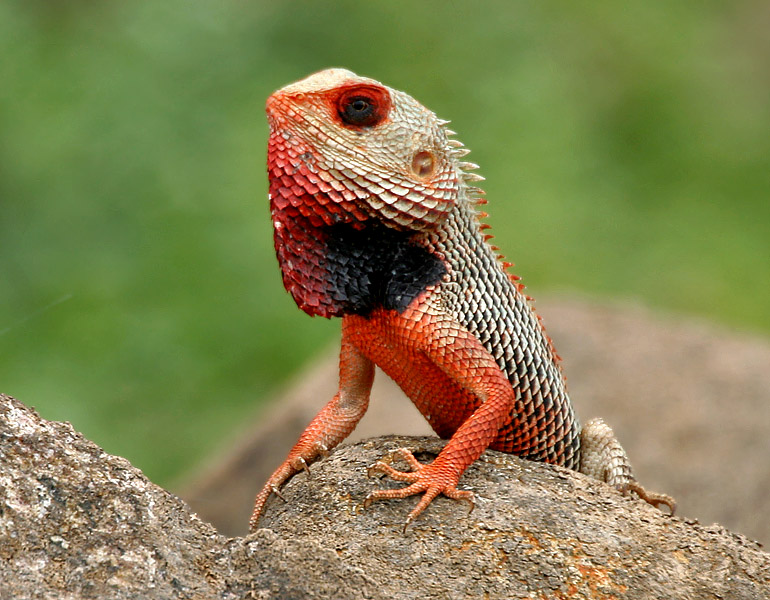
Calotes versicolor, Indien